# Kiss Jenő (könyvtáros)
Kiss Jenő (Kemenesmihályfa, 1933. február 26. – Budapest, 2003. július 21.) magyar könyvtáros.

## Életpályája
Kiss Jenő és Sebestyén Matild gyermekeként született. Egyetemi tanulmányait az ELTE Bölcsészettudományi Kar (ELTE-BTK) könyvtár szakán végezte 1951 és 1955 között.
1955–1956-ban a Békéscsabai Megyei Könyvtár könyvtárosa volt Lipták Pál mellett. 1956-tól 1960-ig az Országos Széchényi Könyvtár módszertani osztályán dolgozott. 1960 és 1968 között a SZOT kulturális osztályának könyvtárügyi előadója volt. 1968 és 1979 között a Művelődésügyi Minisztérium osztályvezetőjeként, főosztályvezető-helyetteseként, majd főosztályvezetőjeként működött. 1979–1980-ban a Fővárosi Szabó Ervin Könyvtár főigazgató-helyettese, 1980 és 1998 között pedig főigazgatója volt.

## Családja
1960-ban feleségül vette Kovács Máriát. Két lányuk született: Gabriella (1968) és Borbála (1973).

## Főbb művei
- Könyvtárügy (1960)
- Könyvtárosok zsebkönyve (Papp Istvánnal és Bereczky Lászlóval, 1964)
- Libraries in Hungary (1972)
- A magyar könyvtárak (1988)

## Díjai
- Kiváló Népművelő (1970)
- Szabó Ervin-emlékérem (1989)
- Budapestért díj (1998)

## Külső hivatkozások
- Bartos Éva: Meghalt Kiss Jenő (1933-2003). Szabálytalan búcsú. Könyv, Könyvtár, Könyvtáros, 2003. 9. sz. 48–49. o.
- Életrajza a Kemenesaljai életrajzi lexikonban